# 马特霍恩作战
马特霍恩作战是第二次世界大战美国陆军航空兵使用B-29超級堡壘轟炸機从中国与印度对日本战略轰炸项目。轰炸目标包括日本本土、中国的沦陷区、东南亚。名字来源于阿尔卑斯山的馬特洪峰，以难以攀登著称。

## 计划
马特霍恩作战计划最初是在1943年1月的卡薩布蘭卡會議上被酝酿。美英联合参谋部于1943年8月在魁北克召开会议，决定在中太平洋采取夺占马里亚纳群岛的作战。不仅因为马里亚纳群岛靠近东京，而且容易补给与防卫。1943年9月，美英联合参谋部得出结论，在中国部署B-29轰炸机必须通过驼峰航线维持孤立的补给，这将招致后勤上的极大困难。但富兰克林·罗斯福总统坚持认为从中国轰炸日本能更快缩短战争进程。1943年底的开罗会议，罗斯福总统向蒋介石许诺将在中国部署战略轰炸机。亨利·阿诺德支持罗斯福总统的决定，认为中国的轰炸基地是在没有控制马里亚纳群岛之前的应急办法。
马特霍恩作战计划由Kenneth B. Wolfe准将于1943年10月制定，由第20轰炸机司令部实施，代号“夕阳”（Setting Sun）。该计划是基于约瑟夫·史迪威的“暮光”（Twilight）计划。
B-29的主基地设在印度，在中国开设前进基地并由驼峰航线的C-109运油机、20架C-87运输机、3架C-46運輸機组成的支援中队维持补给。夕阳计划原定把前进基地设在广西。但由于豫湘桂会战失败，最终把B-29基地设在了成都。为此，成都周边修建了4个轰炸机机场（新津、邛崃、彭山、广汉机场）和5个驱逐机机场（双流马家寺、双流彭家场，华阳太平寺、双流双桂寺、凤凰山机场）及若干备用机场（温江、灌县、华阳中心场机场等）。
最初计划由2,000架C-109支援在中国部署10个大队400架B-29，但由于马里亚纳群岛分担了战略轰炸任务，最终只把218架B-26轰炸机改装为C-109运油机。
阿诺德五星上将于1943年10月12日批准了“夕阳”计划并通过马歇尔将军提交给总统与参谋长联席会议。当时这是唯一的轰炸日本的作战计划。罗斯福总统不满该计划于1944年6月1日正式开始实施，而不是他向蒋介石保证的1944年1月1日。但罗斯福批准该计划将实施一整年。
B-29轰炸机的作战半径达到1,500英里（2,400），执行了轰炸日本的90%的任务。

## 扩展阅读
- Cline, Ray S. . United States Army in World War II. Washington, D.C.: United States Army Center of Military History. 1990 [1951]  [2019-01-17]. CMH Pub 1-2. （原始内容存档于2021-04-17）.
  - Chapter XIII （页面存档备份，存于）
  - Appendix B （页面存档备份，存于）